# シューティングガード
シューティングガード（Shooting Guard; SG）は、バスケットボールのポジションの呼び名。ポジション名を番号では「2番」と呼ぶ。

## 特徴とプレースタイル

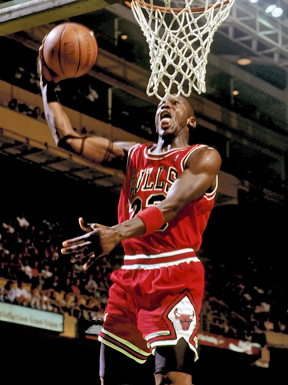
マイケル・ジョーダン
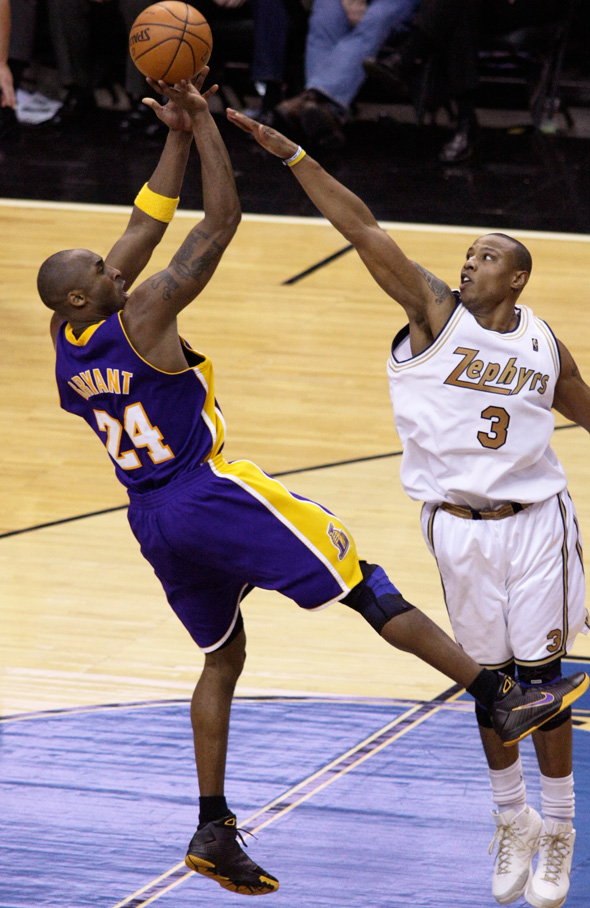
コービー・ブライアント

シューティングガードの主な役割は、オフェンスではチームの得点を獲得し、ディフェンスではボールを奪うこと（スティール）である。更に、スピードとドリブル技術を活かしてカットイン、ペネトレイション、3PTなど長距離からのシュート力を要求される。
一部の戦術では、シューティングガードにもボール運びを兼務させる場合がある。これらのプレーヤーは、コンボガードと呼ばれる。
シューティングガードとスモールフォワードのどちらをプレイするかを切り替えることができるプレーヤーは、スウィングマンと呼ばれる。プロバスケットボールにおいては、NBAでは、シューティングガードは通常6フィート（183cm）から6フィート6インチ（198cm）の範囲で、WNBAでは、5フィート10インチ（178cm）から6フィート（183cm）の間である傾向がある。
シュート回数も他のポジションより多くなる。また、フリーでシュートを打つ為に、ウィークサイド（スポットアップ）で待ったり、味方のスクリーンを活用するなど戦術によって役割も異なる。
シューティングガードは、さまざまな方法で得点できる必要があり、特に、ディフェンスが厳しくなる接近戦の後半に重要な役割を担う。また、敵のプレーヤーがファウルするのを思いとどまらせるために、優れたフリースローの成功率を維持している必要がある。
NBAには、「3andD」プレーヤーと呼ばれるシューティングガードがいる。3アンドDという用語は、プレーヤーが堅実なディフェンスもできる優れた3ポイントシューターであることを意味する。ゲームがペリメーター近傍で進行するにつれて、3アンドDプレーヤーは非常に重要度を増している。